# Lin Qing
Lin Qing (né le 5 avril 1995) est un athlète chinois, spécialiste du saut en longueur. 

## Palmarès
| Date | Compétition                   | Lieu      | Résultat | Marque |
| ---- | ----------------------------- | --------- | -------- | ------ |
| 2011 | Championnats du monde cadets  | Lille     | 1er      | 7,83 m |
| 2012 | Championnats d'Asie en salle  | Hangzhou  | 4e       | 7,62 m |
| 2012 | Championnats d'Asie juniors   | Colombo   | 1er      | 7,96 m |
| 2012 | Championnats du monde juniors | Barcelone | 7e       | 7,49 m |
| 2014 | Championnats d'Asie juniors   | Taipei    | 1er      | 7,99 m |
| 2014 | Championnats du monde juniors | Eugene    | 2e       | 7,94 m |

### Records
| Épreuve          | Épreuve      | Performance | Lieu   | Date         |
| ---------------- | ------------ | ----------- | ------ | ------------ |
| Saut en longueur | En plein air | 7,99 m      | Taipei | 10 juin 2014 |
| Saut en longueur | En salle     | 7,78 m      | Fuzhou | 15 mars 2013 |